# Alfred Glauser
Pour les articles homonymes, voir Glauser.
Alfred Glauser, né le 24 février 1913 à Saint-Imier et mort le 9 mars 2003 à Saint-Cannat, est un universitaire américain d'origine suisse, spécialiste de la littérature française et celle de la Renaissance en particulier. Il est également auteur d'un unique roman, Le vent se lève.

## Biographie
Glauser étudie à Berne et à Genève jusqu'en 1935. Il enseigne en Suisse de 1936 à 1938 puis se rend à Fort Garry, à Winnipeg, au Canada, où il enseigne le français, le latin et l'allemand à l'école privée de Ravenscourt. Pendant la Seconde Guerre mondiale, il reprend ses études à l'Université du Manitoba et écrit un roman sur ses expériences dans l'Ouest canadien, Le vent se lève. Il se rend aux États-Unis, où il obtient son doctorat à l'Université du Wisconsin-Madison en 1947 en rédigeant une thèse consacrée à Albert Thibaudet. Il y  enseigne à partir de la même année, jusqu'en 1983 en tant que professeur de littérature. Associé aux travaux de la French House et intervenant fréquemment à l'université d'Aix-en-Provence, il est nommé Pickard-Bascom Professor of French en 1981. Il est membre de l'American Association of Teachers of French,. Selon les mots de François Rigolot dans les mélanges qui lui sont dédiés en 1982, Alfred Glauser fut un « Nouveau critique avant la nouvelle critique, sémioticien avant les modes sémiotisantes, générativiste avant les applications transformationalistes »,.
Il est nommé chevalier des palmes académiques en 1959, officier en 1991 et obtient la distinction de  Guggenheim Fellowship en 1965.

## Publications
- Le vent se lève, Montreal, RUO 1941, réédité chez Cabédita en 2005
- La ville qui parle. Pièces courtes pour groupes de 10 à 25 acteurs, Toronto 1946
- Albert Thibaudet et la critique créatrice, Paris, Éditions Contemporaines ; Boivin & Cie, 1952
- Hugo et la poésie pure, Genève, Paris, : E. Droz, Minard, 1957
- Rabelais créateur, Paris, Nizet, 1964 (rééditions en 1966 et 1969)
- Le Poème-symbole de Scève à Valéry, Paris, Nizet, 1967
- Montaigne paradoxal, Paris, Nizet, 1972
- Le Faux Rabelais ou De l'inauthenticité du Cinquième livre , Paris, 1975
- La poétique de Hugo, Paris, Nizet, 1978
- Fonctions du nombre chez Rabelais, Paris, Nizet, 1982
- Écriture et désécriture du texte poétique de Maurice Scève à Saint-John Perse, Saint-Genouph, Nizet, 2002